# 在タウンズビル日本帝国領事館
在タウンズビル日本帝国領事館（英語: Consulate-General of Japan in Townsville）は、オーストラリアで最初に開設された日本の領事館である。明治政府は豊富な資源と港のあるクイーンズランド州タウンズビルを日豪友好の地と定めた。1908年閉鎖。その後在ブリスベン日本国領事館が開設されるまで日本の領事館はクイーンズランド州には存在しなかった。

## 沿革
- 1896年（明治29年）1月11日、中川恒次郎一等領事により在タウンズビル日本帝国領事館が開設される[1][2]。
- 1901年（明治34年）、イギリスから事実上独立しオーストラリア連邦となり、白豪主義政策を導入した[3]。
- 1904年（明治37年）、マリヤナス（マリアナ諸島）、カロリナス（カロリン諸島）、パーラウ（パラオ）が兼轄となる[1]。
- 1906年（明治39年）、ドイツ領ニューギニアが兼轄となる[1]。
- 1908年（明治41年）10月15日、白豪主義の台頭により成田五郎領事にて領事館閉鎖[4]。